# Чабан Микола Петрович
Мико́ла Петро́вич Чаба́н (нар. 5 березня 1958, Дніпро) — український журналіст, письменник, краєзнавець. Заслужений журналіст України (2007).
Член Національної спілки журналістів України (з 1981), Національної спілки краєзнавців України, Національної спілки письменників України (з 1996).

## Галерея

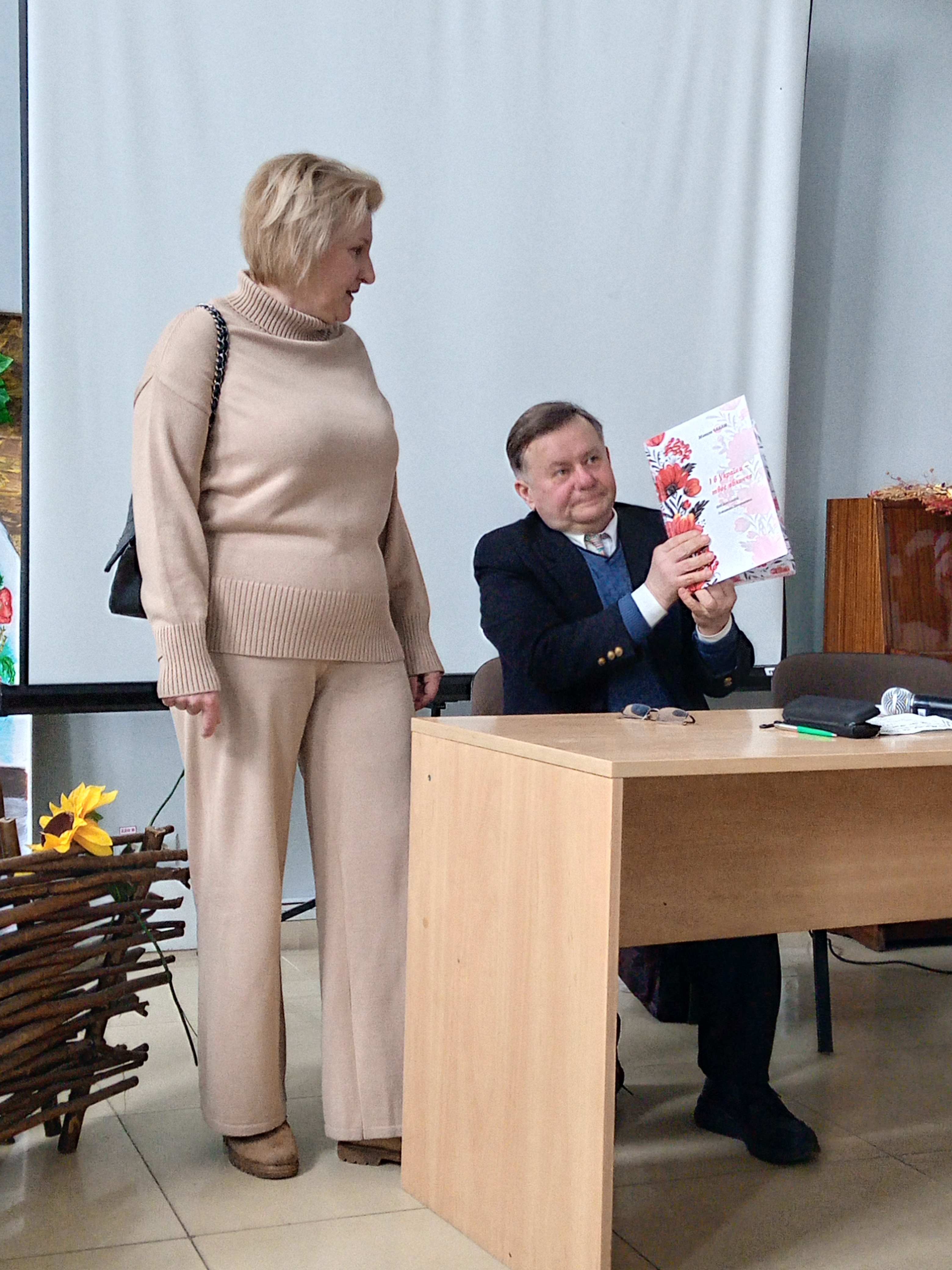
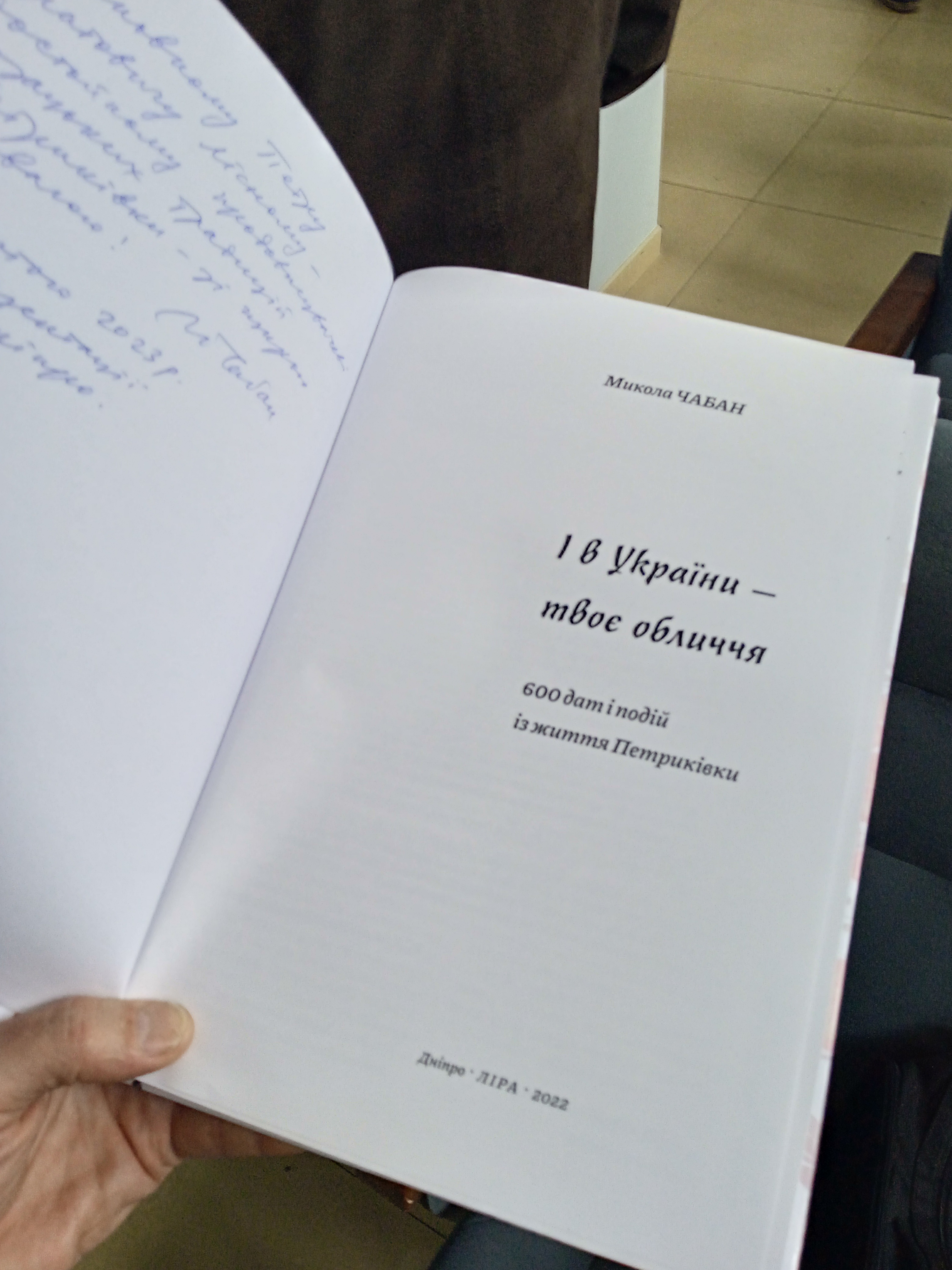

## Життєпис
Микола Чабан народився у Дніпропетровську 5 березня 1958 року. Закінчив факультет української філології Дніпропетровського державного університету (спеціалізація — українська мова та література).
Від 1980 року працював у міській газеті «Дзержинець» (м. Дніпродзержинськ), від 1983-го — в обласній молодіжній газеті «Прапор юності» (м. Дніпропетровськ) — на посаді заступника відповідального секретаря, з 1985 року — завідувач відділу культури, листів і масової роботи. У 1989—2018 працював у Дніпрі в обласній газеті «Зоря» на різних посадах, зокрема, як редактор з питань культури. Нині — співробітник краєзнавчого відділу обласної наукової бібліотеки.
З 2022 р. працює у комунальному закладі Музей спротиву Голодомору. Виступає з лекціями як в обласній бібліотеці, так і в музеї, бібліотеці української діаспори імені сенатора Джона Маккейна, проводить краєзнавчі екскурсії, зокрема благодійні для переселенців.

## Творчість
Автор численних публікацій у періодиці з питань краєзнавства, культури, історії. Друкувався в понад 150 виданнях України й низки країн світу — Австралії, США, Канади, Польщі, Білорусі, Казахстану та ін. Бібліографія праць М. Чабана, що стосуються питань культури, історичного та літературного краєзнавства, зібрана у краєзнавчому альманасі «Січеславщина» (1998, Дніпропетровськ) та в окремій бібліографії (2009, 2018), виданих Дніпропетровською обласною науковою універсальною бібліотекою. Статті про М. Чабана вміщені у щорічнику «Українська журналістика в іменах» (Львів, 1999) і енциклопедичному довіднику «Українці Австралії» (Лідкомб, 2001).
Автор, співавтор і упорядник близько сорока книжок.
Літературний консультант документального фільму "Валер"ян Підмогильний" (2011). https://www.youtube.com/watch?v=YJ1zHyvVH28
Співавтор фільму «Козацький батько Дмитро Яворницький».
За книжку «Січеслав у серці» відзначений Премією імені Дмитра Яворницького (1994), лауреат премії ім. народного артиста Антона Хорошуна, лауреат акції «Людина року-95» в номінації «Журналіст року», лауреат премії ім. Валер'яна Підмогильного. Лауреат Премії імені Петра Тронька (2018).

### Книги
- Вічний хрест на грудях землі / Дніпропетровськ: Укв ІМА-прес, 1993. — 103 с.
- Січеслав у серці: Книга пам'яті / Дн.: Дніпро, 1994. — 96 с.
- Сучасники про Д. І. Яворницького / Дн.: ВПОП «Дніпро», 1995. — 204 с. (Вид. 2-ге, доп. — К.: Ярослав Вал, 2006. — 234 с.)
- Січеславці в Центральній Раді / Дн.: РВВ ДНУ, 2000. — 36 с. https://shron1.chtyvo.org.ua/Chaban_Mykola/Sicheslavtsi_v_Tsentralnii_Radi.pdf?
- «Заспявай мне на матчынай мове» (фольклор білорусів села Сурсько-Литовське)/ Дн.: УкО ІМА-прес, 2000. — 80 с.
- У старому Катеринославі (1905—1920). Хрестоматія. Місто на Дніпрі очима українських письменників, публіцистів, громадських діячів / Дн.: ІМА-прес, 2001. — 360 с.
- Нащадок степу. Спогади про Валер'яна Підмогильного / Дн.: «Січ», 2001. — 221 с.

(Друге видання. — Дн.: ЧП «Ліра ЛТД», 2001. — 221 с.). http://slovoprosvity.org/2011/11/17/iaskrava-postat-na-tli-teroru/ [Архівовано 28 квітня 2021 у Wayback Machine.]
- Діячі Січеславської «Просвіти» (1905—1921). Біобібліографічний словник / Дн.: ІМА-прес, 2002. — 536 с.
- Мандрівки старим Кам'янським. Книга про минуле Дніпродзержинська / Дн.: ІМА-прес, 2004. — 224 c.
- Птахи з гнізда Придніпров'я (Нариси про випускників Катеринославської класичної гімназії до 200-річчя навчального закладу)/ Дн.: ВАТ «Дніпрокнига», 2005. — 480 с.
- Український голокост 1932—1933: Свідчення тих, хто вижив. — К.: Видавничий дім «Києво-Могилянська Академія». 2008. — Т. 5. За редакцією о. Юрія Мицика. (Микола Чабан не зазначений як упорядник книжки, хоч ним фактично є. Фігурує лише як співавтор передмови разом з Іроїдою Винницькою).
- Піонер українського кіно (Про Данила Сахненка). Присвячується 100-річчю українського кіновиробництва (1911—2011) / Дн.: Дніпропетровська обласна універсальна наукова бібліотека, 2010. — 60 с.
- З роду Петрових. Матеріали до історії роду письменника В. Домонтовича (Віктора Петрова) / Київ: Національний університет «Києво-Могилянська академія», 2012. — 82 с. https://ukurier.gov.ua/uk/articles/doktor-paradoks-odruzhivsya-z-kohanoyu-cherez-35-r/ [Архівовано 11 травня 2021 у Wayback Machine.]https://www.dnipro.libr.dp.ua/pismennik_filosof_vcheniy [Архівовано 19 квітня 2021 у Wayback Machine.] https://11tv.dp.ua/news/dp/20121228-21462.html [Архівовано 22 січня 2022 у Wayback Machine.]
- Добра пам'ять в часі не згора. «Звезда» — «Зоря». 1917—2017 / Дн.: Журфонд, 2017. — 332 с.
- Афанасьевские фрески / Днепр: АРТ-ПРЕСС, 2019. — 376 с.
- На терезах вічності. Постаті, факти й події з історії Новомосковська та Новомосковського повіту / Дніпро: «Ліра», 2020. — 480 с. https://www.youtube.com/watch?v=dtUbDitfGVE [Архівовано 9 січня 2022 у Wayback Machine.] http://lib.nmu.org.ua/prezentatsiya-knygy-mykoly-chabana-na-terezah-vichnosti-postati-fakty-j-podiyi-z-istoriyi-novomoskovska-ta-novomoskovskogo-povitu/ [Архівовано 9 січня 2022 у Wayback Machine.]
- Праведна душа. Василь Біднов у спогадах сучасників / Дніпро: «Герда», 2021. — 216 с. http://slovoprosvity.org/wp-content/uploads/2021/11/46-47-1150-1151-18-30-lystopada-2021.pdf [Архівовано 4 грудня 2021 у Wayback Machine.] https://www.youtube.com/watch?v=f9QGUMXfaPw
- Серце бентежне. Документальна оповідь про земського діяча Івана Василенка (1854—1892) / Дніпро: АРТ-ПРЕС, 2021. — 600 с. https://gorod.dp.ua/news/199712 [Архівовано 27 січня 2022 у Wayback Machine.] https://www.youtube.com/watch?v=DRWaEbknTZ8 [Архівовано 27 січня 2022 у Wayback Machine.]
- І в України твоє обличчя. 600 дат і подій із життя Петриківки (До 250-річчя Петриківки) / Дніпро: Ліра, 2022. — 250 с. https://www.youtube.com/watch?v=qWrxPzB54fghttps://www.youtube.com/watch?v=QEBe83PPFsg
- Під сонцем Алупки. Алупка в житті українських письменників, митців, істориків і громадських діячів. Дніпро, Ліра, 2023. — 240 с. https://www.youtube.com/watch?v=B6gu-TqiIDI
- Бандурний батько Микола Богуславський. Дніпро, Ліра, 2024. — 208 с. https://www.youtube.com/watch?v=7_YBwpIk9fI

### У співавторстві
- Дніпропетровськ: минуле і сучасне / Великі в Катеринославі-Дніпропетровську // Дн.: ВАТ «Дніпрокнига», 2001. — 584 с.
- Забутою Україною / Співавтори Б. Матющенко, Ю. Шковира // Дн.: ІМА-прес, 2006. — 336 с. (2-ге видання. — Дн.: ІМА-прес, 2008. — 384 с.).
- Чую ваш голос. Родоводи надпорізьких сіл Волоського і Майорки / Співавтори о. Ю. Мицик, Л. Добрянський // Київ, 2008. — 192 с. https://chtyvo.org.ua/authors/Mytsyk_Yurii/Chuiu_vash_holos_Rodovody_nadporizkykh_sil_Voloskoho_i_Maiorky/
- Шевченкіана Придніпров'я / Співупорядник Леся Степовичка / Дн.: АРТ-прес, 2008. — 440 с.
- Україна моя /Співавтор Дмитро Кравченко // Дн.: ІМА-прес, 2010. — 84 с.
- Волоський часопис (До 250-річчя села Волоського) / Співавтори І. Ф. Ковальова, О. О. Попов / Київ, Фамільна друкарня «Huss», 2019. — 448 с. — Рецензія проф. Юрія Мицика «Зразкове краєзнавче дослідження»: http://slovoprosvity.org/wp-content/uploads/2021/12/50-1154-16-22-hrudnia-2021.pdf [Архівовано 24 грудня 2021 у Wayback Machine.]
- Усадьбы и судьбы. Дворянские гнезда Приднепровья / Співавтор О. Мороз // Дніпро: «Ліра», 2019. — 368 с.
- З любов'ю і самозреченням. Нариси про лікарів Придніпров'я ХІХ - першої половини ХХ століть / Співавтори З. Шевцова, В. Гапонов. - Дніпро, "Ліра", 2023. - 552 с.   https://youtu.be/FpjvEVW7FA4?si=U5UBvQ3V2ltsC-u9 https://mis.dp.ua/kultura/u-kamyanskomu-prezentuvaly-knygu-pro-likariv-prydniprovya

### Упорядковані
- Єфремов Петро. Молитва Богу невідомому / Дн.: 1993. — 63 с. https://shron1.chtyvo.org.ua/Yefremov_Petro/Molytva_bohu_nevidomomu_zbirka.pdf?
- Пронченко Михайло. Кобза / Співупорядник А. Пронченко // Дн.: ВПОП «Дніпро», 1995. — 160 с.
- Козар Павло. Лоцмани Дніпрових порогів / Дн.: вид-во ДДУ, 1996. — 96 с.
- Епістолярна спадщина Д. І. Яворницького. Вип. 2. Листи діячів культури до Д. І. Яворницького / Співупорядник // Дн.: АРТ-ПРЕСС, 1999. — 460 с.
- Козар Павло. На Дніпрельстан через пороги / Дн.: УкО ІМА-прес, 2000. — 160 с.
- Ніколаєв Олексій. Перший з-поміж рівних. Роман про Нестора Махна / Дн.: УкО ІМА-прес, 2000. — 152 с.
- Мінько Микола. Виселок у пилу / Дн.: Січ, 2007. — 492 с. https://www.youtube.com/watch?v=kyZm7EAUwWE
- Костюк Микола. Поруч з Яворницьким / Дн.: ІМА-прес, 2008. — 192 с.
- Николаев Алексей. Первый среди равных. Роман о Несторе Махно / Никополь: ТОВ Принтхаус «Рим», 2016. — 160 с.
- Козар Павло. Лоцмани Дніпрових порогів / Дніпро: Ліра, 2019. — 356 с. https://day.kyiv.ua/uk/article/cuspilstvo/avtor-locmaniv-dniprovyh-porogiv-povernuvsya-iz-zabuttya [Архівовано 9 січня 2022 у Wayback Machine.] http://slovoprosvity.org/2020/01/16/doslidnyk-dniprovykh-porohiv/[https://www.youtube.com/watch?v=6JMaIg0GMNg%5Bнедоступне+посилання%5D https://www.youtube.com/watch?v=6JMaIg0GM]
- Kozar Pavlo. Pilots of the Dnipro rapids / Дніпро: ЛІРА, 2021. — 356 с. https://www.youtube.com/watch?v=6JMaIg0GMNg [Архівовано 9 січня 2022 у Wayback Machine.]
- Василь Біднов. Спогади / Дніпро, ЛІРА, 2023. —128 с. https://old.libr.dp.ua/dnipropetrovshina_na_storinkah_perioducnyh_vydan/?istoriya

## Нагороди
- Заслужений журналіст України (2007)

## Згадки у ЗМІ
- Письменник Микола ЧАБАН: «Махно міг, як Іван Сірко, зникнути, розчинитися в разі небезпеки» //14.01.2017
- На Дніпропетровщині презентували книгу про мальовничий край // 20.01.2023
- У Дніпрі презентували унікальну книжку і документи про Нестора Махна //09.11.2016
- Місця Української революції: які пам'ятки збереглися у Дніпрі на згадку про історичні події //12.09.2022

- Бібліотека української діаспори імені Джона Маккейна у Дніпрі запросила на лекцію «Новорічні та Різдвяні традиції української діаспори» з серії «Діаспоріана» від письменника-краєзнавця Миколи Чабана. //11.01.2022
- У Дніпрі відбулися громадські слухання про перейменування області на Січеславську // 10.02.2018
- Микола Чабан — дослідник, журналіст, краєзнавець // 13.08.2021